# St. Martin (Lutter am Barenberge)

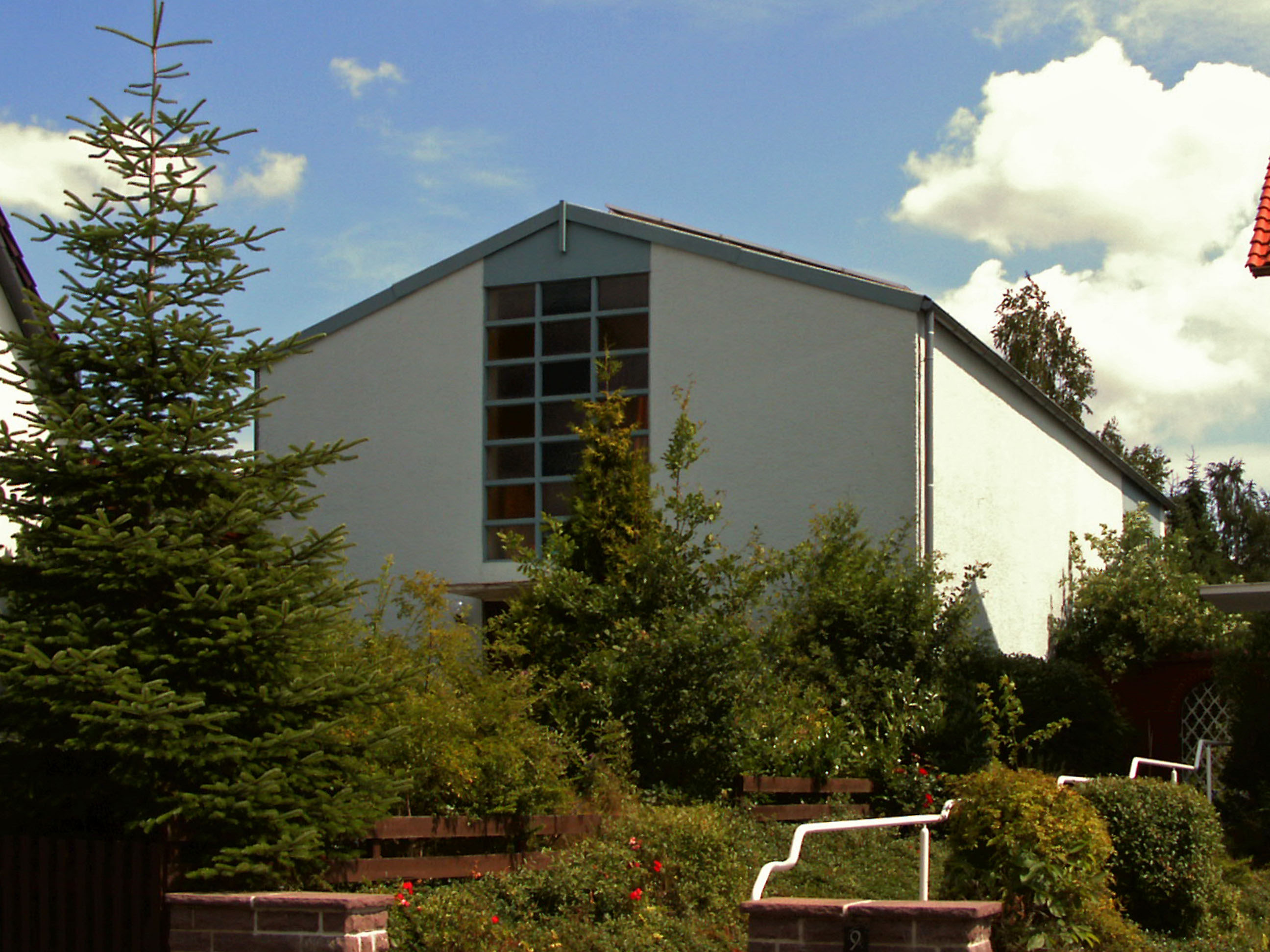
Ehemalige St.-Martin-Kirche (2013)

Die Kirche St. Martin war die katholische Kirche in Lutter am Barenberge, einem Ortsteil von Langelsheim im Landkreis Goslar in Niedersachsen. Sie gehörte zuletzt zur Pfarrgemeinde St. Marien mit Sitz in Salzgitter-Bad im Dekanat Goslar-Salzgitter des Bistums Hildesheim. Die dem heiligen Martin von Tours gewidmete Kirche befand sich in der Dr.-Heinrich-Jasper-Straße 7. Die nächstliegende katholische Kirche ist heute St. Abdon und Sennen im acht Kilometer entfernten Salzgitter-Ringelheim.

## Geschichte
Am 24. Juli 1946 wurde die etwa 800 Katholiken umfassende Pfarrvikarie Lutter errichtet, sie umfasste neben Lutter die Ortschaften Bodenstein, Nauen, Neuwallmoden, Ostlutter und Upen. Bis zur Weihe der Kirche fanden die Gottesdienste im Saal eines Gasthauses an der Frankfurter Straße statt. 1955 wurde Lutter eine Filialgemeinde der Kirchengemeinde in Salzgitter-Ringelheim, die Zahl der Katholiken war inzwischen auf etwa 500 gesunken. Ein erster Kirchbauplan aus diesem Jahr, eine Kirche an der Bahnhofstraße zu bauen, wurde nicht realisiert.
1958 wurde ein Haus an der Dr.-Heinrich-Jasper-Straße angekauft, und auf dem hinteren Bereich des Grundstücks 1960/61 die Kirche erbaut. Am 24. September 1961 erfolgte ihre Benediktion. Einzelne Quellen geben auch irrtümlicherweise 1955 oder 1971 als Baujahr an. Ab dem 1. November 2006 gehörte die Kirche zur Pfarrgemeinde St. Marien in Salzgitter-Bad, zuvor war sie Filialkirche der Ringelheimer Pfarrgemeinde St. Abdon und Sennen. Ab dem 1. Juli 2007 gehörte die Kirche zum damals neu errichteten Dekanat Goslar–Salzgitter, zuvor gehörte sie zum Dekanat Salzgitter.
Am 9. Dezember 2008 wurde die Kirche von Generalvikar Werner Schreer profaniert, später verkauft. Zu dieser Zeit gehörten nur noch knapp 200 Katholiken zum Einzugsgebiet der Kirche.

## Architektur und Ausstattung
Die Kirche wurde nach den Plänen des Architekten Lipsmeier erbaut und befand sich in rund 160 Meter Höhe über dem Meeresspiegel. An ihrer Nordseite stand ein 1999 errichteter kleiner hölzerner Turm mit einer Glocke. An der Rückwand des Altarraums befand sich ein Kruzifix, darunter der Tabernakel. Im Innenraum, links und rechts neben dem Haupteingang, befanden sich eine Darstellung des heiligen Martin und eine Marienstatue.